# واتشمن (مسلسل)
واتشمن (بالإنجليزية: Watchmen)‏ هو مسلسل دراما أبطال خارقين محدود مبني على شخصيات واتشمن لدي سي كومكس.المسلسل من بطولة ريجينا كينغ،دون جونسون،تيم بليك نيلسون،يحيى عبد المتين الثاني،أندرو هوارد وتوم ميسون.تم عرض المسلسل على قناة إتش بي أو من 20 أكتوبر حتى 15 ديسمبر 2019.